# Starman: Tale of Light
Starman: Tale of Light — это инди-игра и головоломка, выпущенная для таких платформ, как  iOS, Windows, Mac OS, Android и Nintendo Switch. В данной игре необходимо управлять безымянным космонавтом и решать головоломки в пустующих локациях, наполненных знакомыми земными образами.
Разработкой игры занимались два брата-архитектора из Испании. Они ставили перед собой цель создать визуально красивую игру и головоломку. В процессе разработки, игровой процесс, так и художественный стиль были полностью переработаны, чтобы головоломки могли оставаться частью визуального пространства, с чем разработчики в начале не преуспели. Работая над художественным стилем, братья хотели передать чувство одиночества и чего-то, уже ныне не существующего.
Starman получила в целом сдержанно-положительные оценки со стороны игровых критиков, при этом, по версии агрегатора Metacritic оценки мобильной версии были немного выше, чем для персональных компьютеров. Критики похвалили Starman за её разнообразные головоломки и визуальный стиль, оставляющий чувство потери и меланхолии, однако раскритиковали за её короткую длину и медленное передвижение персонажа.

## Игровой процесс
Игрок управляет безымянным героем, одетым в костюм космонавта. Он должен путешествовать среди пространств, являющихся аллюзией на общественные заведения, промышленные фабрики, выставки, аттракционы, природу и так далее. Все уровни выполнены в изометрической перспективе и в чёрно-белых тонах.

Демонстрация прохождения уровня

Суть игры сводится к тому, что персонаж должен поэтапно проходить каждый уровень и решать головоломки, чтобы пройти к выходу. Космонавт может только перемещаться вперёд и назад. В игре нельзя умереть. Головоломки включают в себя нажатие рычагов, чтобы активировать механизмы, двери, или движущиеся платформы, а также перемещение кубов. Кубы необходимы для постоянной активации механизмов на полу, или же для решения головоломок, связанных с физикой. Кубы делятся на два типа: чёрные простые и прозрачные. Последние необходимо заряжать энергией, чтобы активировать механизмы, требующие электричество. Чтобы зарядить такой куб, необходимо поднести его к лучу света, который в свою очередь необходимо также включить. Заряженный куб становится белым. Иногда на пути будет встречаться сетка из лучей, которая не опасна для космонавта, но отбирает энергию у прозрачного куба. Игрок должен найти способ обойти или «обмануть» данную защиту. Для решения головоломок также требуется в некоторых ситуациях играть с физикой, например чтобы предотвратить закрытие определённых дверей или перемещение платформ, можно подложить кубы. Также, с помощью определённых механизмов можно перемещать кубы или подкидывать их, или с помощью них менять положение определённых механизмов.
Каждый отдельный уровень включает и уникальные головоломки. Например на одном уровне требуется поместить белый куп в ячейку, но не с помощью героя, а перемещать сразу же несколько платформ, которые передвигают куб в нужном направлении. Другой уровень представлен конвейером, направление чьих частей игрок должен менять, чтобы поместить белый куб на нужный механизм. Встречаются также электрические цепи, которые надо объединить и так далее.

## Разработка
Разработкой игры занимались два брата с образованием архитектора из Испании — Серхио и Якобо Абриль, образовавшие студию nada studio. Идея создать игру пришла из желания братьев объединить воедино их увлечения: архитектуру, дизайн, технологии, музыку. Дизайн должен был играть ключевую роль в игре.
Starman стала их дебютным проектом, представляя собой созерцательную и интерактивную головоломку. Всего на создание игры ушло 22 месяца в режиме полного рабочего дня. Хотя сам главный персонаж «Стармен» оставался неизменным, сама игра в процессе разработки претерпевала значительные изменения. Создатели признались, что их изначально более амбициозный проект был неосуществим с имеющимися ресурсами и денежными средствами и даже в какой то момент, братья готовы были полностью забросить проект, который с их признания существовал на голой инициативе. Братья заметили, что допустили типичную ошибку новичков, считая, что их навык моделирования трёхмерных объектов и проектирования сценариев будет достаточным, однако они не не недооценили такие аспекты разработки, как анимации, проработка ИИ, работа над звуковыми эффектами, оптимизация игры и так далее. Так, Серхио взял на себя обязанность кодирования, а Якобо учился анимировать персонажа и занимался звуковым сопровождением. Проблема прототипа, созданного за первые шесть месяцев была связана с переносными кубами, которые стали самой первой созданной механикой к игре, так как они чувствовались себя оторванными от декораций, что противоречило изначальной задумке игры. Значительно переработав уровни, разработчики затем заметили, что первые уровни, созданные раннее, в итоге выглядели гораздо хуже поздних уровней, в результате братьям пришлось переделать игру с самого основания. 

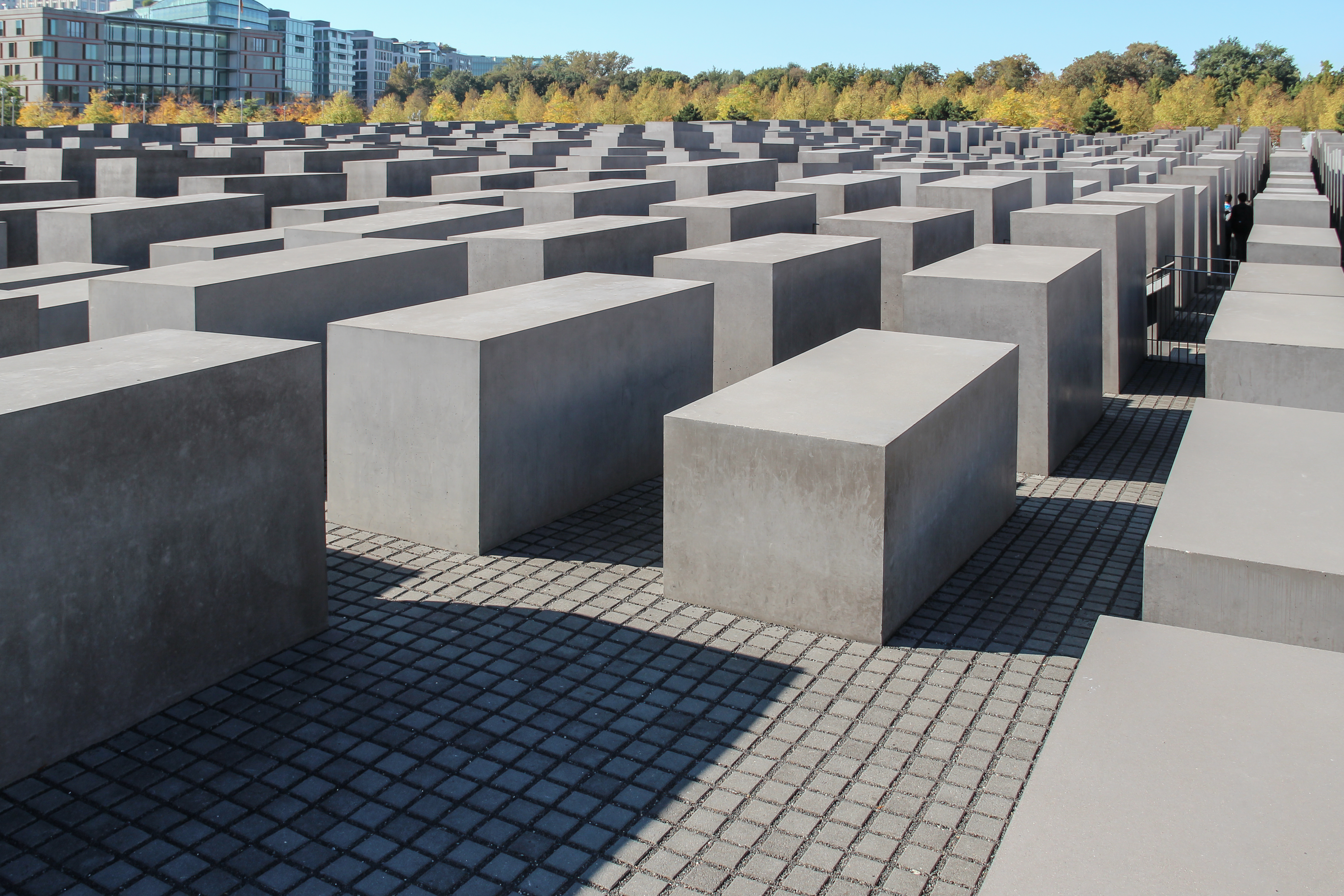
При создании окружающего пространства разработчики вдохновлялись мемориалом жертвам холокоста в Берлине

Тем не менее братья по прежнему придерживались своего идеала конечная создать «идеальную» игру. За время разработки Starman, создатели полностью пересмотрели как и игровую механику, так и художественный стиль. Однако неизменной оставалась фундаментальная идея того, что игрок попадает в абстрактный, чуждый мир, наполненный особой мистической атмосферой и красивыми архитектурными сооружениями. При этом игра не торопит игрока, позволяя ему решать головоломки в собственном темпе. Сам окружающий мир братья описывали, как потерянное пространство, изображение чего-то, чего уже нет, но его можно всё ещё почувствовать. Следы такого же настроя имеются в работах Эдварда Хоппера, Джорджио Кирико, ландшафтных фотографиях Эдварда Буртынского, архитектурных проектах Петера Цумтора и мемориале жертвам холокоста в Берлине. Также братья вдохновлялись антиутопическим фильмом «Бегущий по лезвию». Решение выбрать для игры изометрическую графику братья объяснили тем, что именно такая перспектива позволяет лучше всего заметить архитектуру, декорации и погрузится в сюжет. В целом, разработчики ставили цель передать с игрой чувство одиночества и неуверенности.
Сами игровые уровни были множество раз переработаны, чтобы сохранять баланс между сложностью и увлекательным игровым процессом. Для этого, братья позволяли сторонним людям пробовать их прототип, так как по их мнению, разработчики не могут объективно оценивать сложность собственной игры. Разработчики хотели создать головоломки, которые были бы сложными, но и не расстраивающими. И даже на разное восприятие сложности у разных игроков, братья стремились найти наиболее подходящий баланс на каждом уровне, сохраняя при этом возрастающую сложность. Помимо прочего, братья должны были учитывать то, чтобы механизмы и головоломки чувствовали себя частью игрового мира и не вводили игрока в заблуждения, так, в процессе разработки, братьям в итоге пришлось отказаться от многих механик головоломок. Конечная цель команда сводилась к тому, что как бы головоломка не выглядела сложной, она после завершения должна была казаться игроку элементарной и логичной. Даже самые незначительные изменения в уровне могут сделать его гораздо интереснее, или же наоборот — полностью испортить его.

## Анонс и выход
Братья Абриль с самого начала делились информацией о ходе разработки, в надежде, что они смогут собрать достаточную фанатскую аудиторию в твиттере, хотя количество подписчиков заметно возросло, оно было недостаточным для того, чтобы выход игры заметили. Тогда, за три недели до официального релиза, разработчики опубликовали в Reddit небольшой трейлер игры и связанный тред в разделе / r / Apple стал вирусным в течение нескольких часов, набрав около тысячи голосов и сотни комментариев. В итоге, со стороны интернет-пользователей последовал повышенный интерес к игре. Перед самым выходом, разработчики также провели бета-тестирование. После опубликованного трейлера в Reddit, с разработчиками связались представители Apple, которые обещали определённую поддержку в рекламе игры. Хотя Starman изначально разрабатывалась для iOS, разработчики также рассматривали возможность её адаптации на другие платформы в зависимости от успеха игры.
Выход Starman на iOS состоялся 3 ноября 2017 года, 28 июня 2018 года на персональных компьютерах Windows и Mac OS, 15 ноября для мобильных устройств Android и 13 декабря того же года на Nintendo Switch.

## Восприятие
| Иноязычные издания    | Иноязычные издания |
| Издание               | Оценка             |
| --------------------- | ------------------ |
| KickMyGeek            | 9/10               |
| Pocket Gamer UK       | [ 9 ]              |
| 148Apps               | [ 10 ]             |
| GameSpew              | 8/10               |
| The Overpowered Noobs | 7/10               |

Starman получила в целом сдержанно-положительные оценки со стороны игровых критиков, при этом, по версии агрегатора Metacritic оценки мобильной версии были немного выше, чем для персональных компьютеров.
Критик сайта KickmyGeek заметил, что на первый и поверхностный взгляд Starman имеет явно внешние сходства с Limbo, хотя с точки зрения игрового процесса она всё же больше напоминает Pavilion, но с чёрно-белыми оттенками. Критик заметил, что хотя в игре головоломки не отличаются особой сложностью, однако они очень логичны и требуют от игрока извлекать выгоду из окружающего пространства. Критик сайта Pocket Gamer заметил, что Starman создавалась явно по образу культовой головоломки Monument Valley, хотя в App Store было после этого было выпущено множество её клонов, но также и игр, которые перенимали лучшие её качествa, одновременно предлагая что-то оригинальное. Starman относится по мнению критика ко второй категории. Игра по мнению критика принадлежит к такому типу, которую можно проходить медленно и в своём темпе, при этом наслаждаясь окружающим миром. Критик сайта 148apps также узрел сходство Starman с Monument Valley, в плане того, что это также изометрическая, не очень длинная игра, но предоставляющая множество хороших головоломок. Одни головоломки по мнению критика ощущаются слишком простыми, а другие — слишком потусторонними, хотя в целом критик счёл, что они выполнены безупречно. Обозреватель сайта OpNoobs назвал Starman казуальной игрой, но с несколькими крайне сложными головоломками. Тем не мене у критика было ощущение, будто он изучал современное цифровое искусство, нежели играл в игру.
Критики похвалили представленное в игре окружающее пространство, например обозреватель KickmyGeek заметил, что монохромный мир оставляет гнетущее чувство, но поражает своим вниманием к мелким деталям. Рецензент сайта 148apps заметил, что предсатвленный мир также ощущается совершенно странной, но красивой и исчезнувшей при загадочных обстоятельствах цивилизацией, явно схожей с человеческой, которое в сочетании с монохромным цветом оставляет невероятное впечатление чуждых пейзажей, но со знакомыми элементами. Представитель сайта GameSpew заметил, что окружающее пространство вкупе с саундтреком оставляют впечатление скорбного и безжизненного мира. Критик Opnoobs также заметил, что пространство вызывало у него чувство печальной ностальгии, но и любопытства, а именно «что случилось с этом миром?». Обозреватель также признался, что был разочарован, что Starman не раскрыла достаточных деталей лора игры.
Критики в качестве основного недостатка указали на короткую продолжительность игры и скорость передвижения героя. Рецензент сайта KickmyGeek заметил, что некоторых может взбесить медленный темп передвижения человечка, другим же это позволит наслаждаться окружающим миром. Критик сайта Gamespew сравнил Starman с «обоюдным мечом», который одновременно убаюкивает игрока, но и вызывает бешенство из-за темпа передвижения персонажа. Рецензент заметил даже с сарказмом, что заснул во время игрового сеанса. Представитель сайта Pocket Gamer советует сразу же разработать стратегию решения головоломки, так как медленно перемещающийся космонафт в итоге сильно растянет прохождение уровня. Критик сайта GameSpew заметил однако, что несмотря на проблемы с темпом игры, она до самого конца продолжает предлагать новые механики и оригинальные головоломки, в противном случае Starman оказалась бы «смертельно скучной игрой».

## Внешние ссылки
starmangame.com — официальный сайт Starman: Tale of Light